# HMS Howe (32)
HMS Howe (32) là chiếc thiết giáp hạm cuối cùng của lớp King George V được Hải quân Hoàng gia Anh Quốc chế tạo vào lúc Chiến tranh Thế giới thứ hai sắp nổ ra, và kịp hoàn tất để tham gia một số hoạt động trong cuộc chiến này. Được đặt lườn vào năm 1937 và đưa ra hoạt động vào năm 1942, Howe đã tham gia lực lượng Hạm đội Nhà Anh Quốc, Lực lượng H tại Địa Trung Hải, và Hạm đội Thái Bình Dương. Sau khi chiến tranh kết thúc, Howe trải qua bốn năm đảm trách vai trò soái hạm cho Hải đội Huấn luyện tại Portland, trước khi được đưa về lực lượng dự bị vào năm 1950. Chiếc thiết giáp hạm bị bán để tháo dỡ vào năm 1958.

## Thiết kế và chế tạo

### Thiết kế
Là một thiết giáp hạm thuộc lớp King George V, HMS Howe chịu ảnh hưởng những giới hạn trong thiết kế do giới hạn của những Hiệp ước hải quân quốc tế. Chúng ảnh hưởng đến thời gian thiết kế, trì hoãn cho đến năm 1937, cũng như là trọng tải choán nước và vũ khí trang bị.
Hiệp Ước đã quy định trọng lượng rẽ nước tối đa ở mức 35.000 tấn nhằm giới hạn trọng lượng của vỏ giáp và vũ khí có thể trang bị. Phương cách tiếp cận là xây dựng một "pháo đài bọc thép" có thể chống lại hỏa lực đạn pháo 406 mm (16 inch), trong khi việc bảo vệ cấu trúc thượng tầng, bao gồm tháp chỉ huy và tháp pháo, thấp hơn so với những chiếc đương thời với Howe. Việc bảo vệ chống ngư lôi là một phiên bản phát triển từ hệ thống của lớp Nelson, sử dụng Hệ thống Bảo vệ bên (SPS) để phân tán lực nổ của một quả ngư lôi xa khỏi lườn tàu. Việc chiếc Prince of Wales bị đánh chìm đã nảy sinh những nghi vấn về hiệu quả của hệ thống SPS, và thêm lớp vỏ giáp được bổ sung thêm cho Howe. Tuy nhiên, những khảo sát trên xác tàu đắm của Prince of Wales cho thấy hệ thống SPS đã hoạt động như được thiết kế.
Cho dù những quy định của Hiệp ước cho phép trang bị một dàn pháo chính 406 mm (16 inch), cỡ pháo 355 mm (14 inch) đã được chọn nhằm thúc đẩy sự chấp nhận của quốc tế như là cỡ pháo tối đa. Khi nỗ lực này thất bại, cỡ pháo 355 mm (14 inch) vẫn được giữ lại do không muốn trì hoãn việc hoàn tất chúng, vào lúc mà bối cảnh và các mối quan hệ ngày càng xấu đi. Tuy nhiên, Howe chưa bao giờ hoạt động đối đầu với tàu chiến đối phương; kinh nghiệm hoạt động của lớp tàu này cho thấy các tháp pháo chính bốn nòng của nó gặp nhiều trục trặc và kém tin cậy. Dàn pháo hạng hai bao gồm kiểu pháo QF 133 mm (5,25 inch) đa dụng, bắn chậm và được bố trí trên những tháp pháo nòng đơn chật chội. Trước khi bố trí hoạt động tại Địa Trung Hải, giàn hỏa lực phòng không của nó được bổ sung bằng các khẩu đội Oerlikon 20mm.
Hệ thống động lực được bố trí thành bốn ngăn tách biệt, mỗi chiếc vận hành một trục chân vịt, nên một cú đánh trúng không may duy nhất không thể khiến nó bất động hoàn toàn. Các cải tiến trong hệ thống động lực cũng cho phép có được công suất mạnh hơn.

### Chế tạo
Được đặt hàng vào ngày 28 tháng 4 năm 1937, chiếc tàu chiến được đặt lườn tại xưởng đóng tàu của hãng Fairfield Shipbuilding & Engineering Co. Ltd. ở Govan vào ngày 1 tháng 6 năm 1937. Thoạt tiên được đặt tên là HMS Beatty, theo tên của Đô đốc David Beatty, tư lệnh Hải đội Tàu chiến-tuần dương Anh Quốc trong trận Jutland, nó được đổi tên vào ngày 21 tháng 2 năm 1940 thành HMS Howe, đặt theo tên của Đô đốc Richard Howe, chiếc tàu chiến thứ sáu của Hải quân Hoàng gia mang cái tên này. Nó được hạ thủy dưới cái tên này vào ngày 9 tháng 4 năm 1940.
Howe được đưa ra hoạt động cùng Hải quân Hoàng gia vào ngày 29 tháng 8 năm 1942. Chiếc thiết giáp hạm được cộng đồng cư dân của Edinburgh đón nhận sau một chiến dịch quyên góp ngân quỹ Tuần lễ Tàu chiến để chế tạo nó vào tháng 12 năm 1941. Công việc chế tạo bị kéo dài do nhu cầu thực hiện một số cải biến sau khi chiếc thiết giáp hạm chị em Prince of Wales bị đánh chìm vào ngày 10 tháng 12 năm 1941.

## Lịch sử hoạt động

### Hạm đội Nhà
Howe tiến hành các đợt chạy thử máy vào tháng 8 năm 1942, và sẵn sàng để hoạt động cùng với Hạm đội Nhà từ tháng 11. Nhiệm vụ chính của nó là bảo vệ cho các đoàn tàu vận tải tại khu vực Bắc Cực, và đánh chặn mọi tàu chiến chủ lực Đức tìm cách xâm nhập Đại Tây Dương. Vào ngày 31 tháng 12, sau trận chiến biển Barents, Howe nằm trong lực lượng bao gồm nhiều tàu chiến lên đường bảo vệ Đoàn tàu vận tải RA 51 và đánh chặn, nếu có thể được, chiếc thiết giáp hạm bỏ túi Đức Lutzow. Vào cuối tháng 2, Howe tham gia hộ tống cho Đoàn tàu vận tải JW 53 đi đến Liên Xô, và chuyến quay về của Đoàn tàu vận tải RA 53. Vào tháng 5 năm 1943, Howe được Thủ tướng Winston Churchill viếng thăm, và sau đó vài ngày bởi đích thân vua George VI.

### Địa Trung Hải
Vào đầu tháng 5, Howe được chuẩn bị để điều sang hỗ trợ cho các cuộc đổ bộ của lực lượng Đồng Minh tại Mặt trận Địa Trung Hải. Sau khi được bổ sung nhiều khẩu đội pháo phòng không Oerlikon 20 mm, nó khởi hành từ Rosyth hướng đến Gibraltar vào ngày 21 tháng 5, và đến nơi năm ngày sau đó. Howe được phân về Lực lượng H, và đã hoạt động hỗ trợ cho các cuộc đổ bộ lên Sicilia và Ý. Sau khi Lực lượng H được chuyển sang Algiers vào đầu tháng 6, Howe một lần nữa được vua George VI viếng thăm.
Trong các cuộc đổ bộ lên Sicilia vào tháng 7, Howe được bố trí giữa Sicilia và Sardegna đề phòng sự can thiệp của Hạm đội Ý, và vào ngày 12 tháng 7 đã cùng chiếc thiết giáp hạm chị em King George V tham gia cuộc bắn phá phân tán để nghi binh xuống Trapani và các đảo Favignana và Levanzo lân cận.
Sau chiến dịch Husky, cuộc đổ bộ của Đồng Minh lên Sicilia, Howe quay trở lại Algiers để bảo trì. Trong khi ở lại đây, vào ngày 4 tháng 8, chiếc tàu chở đạn SS Fort Le Montee bị bốc cháy và nổ tung, gây hư hại nghiêm trọng cho chiếc tàu khu trục HMS Arrow neo đậu bên cạnh với thương vong đáng kể. Một đội cứu hộ của Howe đã được gửi sang giúp đỡ vào việc thu dọn thi thể của những người thiệt mạng.
Vào ngày 8 tháng 9, sau khi Ý đầu hàng, Howe và King George V hộ tống một lực lượng hải quân lớn làm nhiệm vụ đổ bộ Sư đoàn Nhảy dù 1 Anh Quốc xuống cảng trọng yếu Taranto vào ngày 9 tháng 9; và đang khi trên đường đi, đã cùng với một hải đội Ý đi đến Malta để đầu hàng. Vào ngày 14 tháng 9, Howe và King George V hộ tống các tàu chiến Ý đầu hàng đi từ Malta đến Alexandria. Vào ngày 1 tháng 10, Howe đi đến Algiers, rồi lại lên đường hướng đến Scapa Flow tiếp tục làm nhiệm vụ cùng Hạm đội Nhà.

### Viễn Đông
Chuẩn bị cho việc phục vụ tại Viễn Đông, Howe được cho tái trang bị tại xưởng tàu Plymouth từ tháng 10 năm 1943 đến tháng 6 năm 1944, rồi sau đó nó gia nhập Hạm đội Viễn đông Anh Quốc tại Trincomalee vào ngày 3 tháng 8. Nó đã hỗ trợ cho các cuộc không kích của Không lực Hải quân Hoàng gia (FAA) xuống các mục tiêu tại Padang trong chiến dịch Banquet và Sigli trong chiến dịch Light, cũng như cho cuộc không kích của Không lực Lục quân Hoa Kỳ (USAAF) xuống phần Tây Bắc đảo Sumatra trong chiến dịch Boomerang.

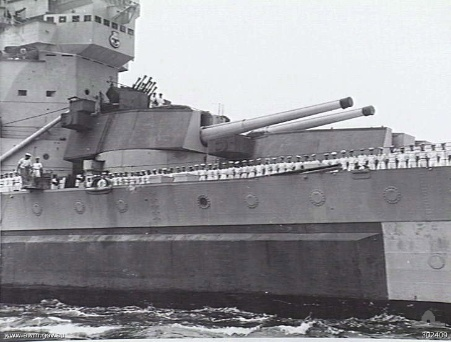
HMS Howe, tháp pháo "B", ảnh chụp tại Sydney, 1944

Vào ngày 22 tháng 11, nó gia nhập Hạm đội Thái Bình Dương Anh Quốc ngay tại căn cứ của nó, và vào ngày 2 tháng 12, trở thành soái hạm của Đô đốc Sir Bruce Fraser. Howe cùng các tàu chiến khác rời Trincomalee vào ngày 4 tháng 12, và đi đến Sydney vào ngày 18 tháng 1 năm 1945. Sau khi ghé thăm Auckland, New Zealand từ ngày 2 đến ngày 10 tháng 2, Howe khởi hành từ Sydney cùng Hạm đội Thái Bình Dương vào ngày 28 tháng 2 hướng đến căn cứ tiền phương của chúng tại Manus thuộc quần đảo Admiralty. Việc bố trí hoạt động tác chiến bị trì hoãn cho đến ngày 15 tháng 3, do phải chờ đợi sự chấp thuận chính thức của Tổng tư lệnh hải quân Hoa Kỳ, Đô đốc Ernest King. Sự phản đối trước đó của King đối với việc bố trí hoạt động của Hạm đội Anh Quốc đã bị Tổng thống Franklin D. Roosevelt bác bỏ.)
Hạm đội Thái Bình Dương, được đặt tên là Lực lượng Đặc nhiệm 57, trở thành một phần của lực lượng hải quân Đồng Minh với ưu thế vượt trội hỗ trợ cho cuộc chiếm đóng Okinawa, với nhiệm vụ được phân công bắn phá quần đảo Sakishima hạn chế sự đi lại tăng viện của lực lượng Nhật Bản (Chiến dịch Iceberg I). Howe hoạt động tác chiến thường trực trong giai đoạn từ ngày 26 tháng 3 đến ngày 25 tháng 5, ngoại trừ bị ngắt quãng bởi hai tuần lễ ghé về viếng thăm Leyte để sửa chữa và tiếp liệu; hoạt động bảo vệ cho các tàu sân bay khi chúng tung ra các cuộc không kích xuống các sân bay Nhật Bản. Howe và các tàu chiến khác được tạm thời cho tách ra vào ngày 4 tháng 5 để bắn phá Hiara, Miyako-jima; và trong một dịp khác, Howe bị một cú tấn công sượt qua của một máy bay tấn công cảm tử kamikaze, đã nảy xuống mặt nước trước khi phát nổ..
Vào ngày 25 tháng 5, Hạm đội Thái Bình Dương lên đường hướng đến Sydney. Howe sau đó được cho tách ra khỏi hạm đội khi chúng đi đến nơi vào ngày 5 tháng 6, tiếp tục đi đến Durban để tái trang bị, do không có phương tiên phù hợp sẵn có tại Australia, và đã đến nơi vào ngày 27 tháng 6. Công việc tái trang bị hoàn tất vào ngày 10 tháng 9, sau khi Thế Chiến II đã kết thúc. Howe được lệnh ghé thăm Cape Town trước khi quay trở về Anh Quốc.

### Sau chiến tranh

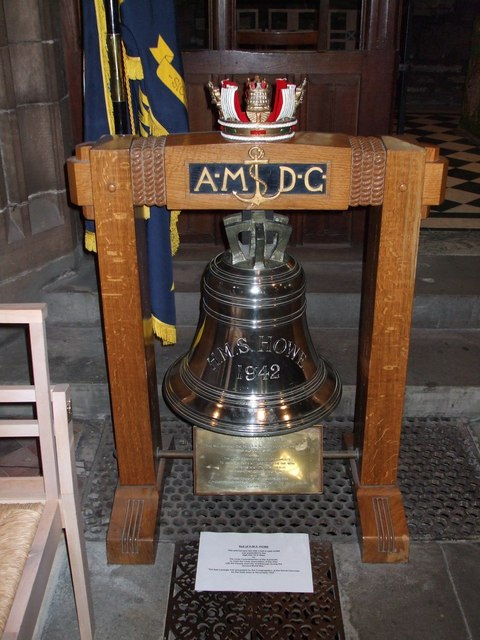
Chiếc chuông của thiết giáp hạm HMS Howe tại nhà thờ St Giles, Edinburgh

Sau chiến tranh, thay đổi về tính chất của chiến tranh hải quân cùng chi phí đắt đỏ của thiết giáp hạm khiến vai trò của chúng như một đơn vị thường trực ngày càng mờ nhạt. Howe trở thành soái hạm của Hải đội Huấn luyện tại Portland vào năm 1946, và tiếp tục ở vai trò này cho đến khi được đưa về lực lượng dự bị vào năm 1950, là trụ sở của Hải đội Devonport của Hạm đội Dự bị. Nó được đưa vào danh sách sẽ bị tháo dỡ vào năm 1957, cùng với ba chiếc còn lại của lớp tàu.
Howe đi đến xưởng tàu Inverkeithing của hãng T. W. Ward vào ngày 4 tháng 6 năm 1958, dưới sự trợ giúp của chiếc tàu kéo Energy của xưởng tàu Rosyth. Howe bị mắc cạn ở phía Nam của luồng tàu vào ngày 2 tháng 6 và phải đợi cho đến ngày hôm sau trước khi được giải tỏa bởi các tàu kéo Welshman và Englishman, và bị trì hoãn thêm một ngày do sương mù. Công việc tháo dỡ được bắt đầu vào ngày 6 tháng 6, và hoàn tất vào tháng 9 năm 1961. Tổng số tiền bán sắt vụn cùng các vật liệu tái sử dụng được là 719.810 Bảng Anh, trong khi chi phí tháo dỡ nó là 238.456 Bảng Anh.